# Лахмай Микола Петрович
Микола Петрович Лахмай (нар. 14 вересня 1973) — український та молдовський футболіст та тренер, виступав на позиції захисника.

## Кар'єра гравця
Футбольну кар'єру розпочав у сезоні 1993/94 років у «Цементнику», який виступав в аматорському чемпіонаті України (10 матчів). Наступний сезон провів у складі іншого учасника аматорського чемпіонату України, «Енергетика» з Нетішина (14 матчів). Узимку 1995/96 перебрався у «Ратушу». У футболці клубу з Кам'янця-Подільського дебютував 31 березня 1996 року в програному (0:2) виїзному поєдинку 23-го туру Першої ліги України проти полтавської «Ворскли». Микола вийшов на поле в стартовому складі та відіграв увесь матч. У другій половині сезону 1995/96 років за «Ратушу» провів 15 матчів у Першій лізі України.
У 1996 році виїхав до сусідньої Молдови, де став гравцем «Чухура». У складі клубу з Окниці дебютував у Національному дивізіоні Молдови, де в першій половині сезону 1996/97 років провів 12 матчів. Під час зимової паузи в чемпіонаті перебрався до «Олімпії». У складі бєльцинського клубу провів 4,5 сезони, за цей час в еліті молдовського футболу зіграв 115 матчів. Також провів 5 поєдинків за «Олімпію-2». Футбольну кар'єру завершив у сезоні 2001/02 років у клубі «Геппі Енд» з Кам'янки, за який встиг провести 7 матчів.

## Кар'єра тренера
По завершенні кар'єри гравця розпочав тренерську діяльність. У 2020 році працював у тренерському штабі латвійського «Вентспілса». З травня 2021 року допомогає тренувати естонський клуб «Фенікс» (Йихві).